# Lennart Reuterskiöld (ämbetsman)

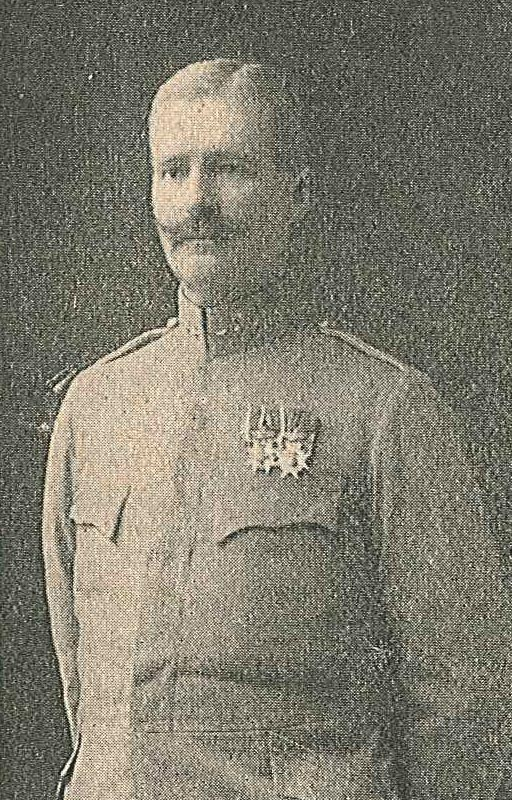
Lennart Reuterskiöld på ett foto publicerat i Hvar 8 dag i samband med hans utnämning till landshövding.

Carl Lennart Adam Emanuel Reuterskiöld, född 28 september 1859 i Ekebyborna församling i Östergötlands län, död 12 juli 1944, var en svensk officer och ämbetsman som under åren 1906–1927 var landshövding i Södermanlands län. Han tillhörde släkten Reuterskiöld.

## Biografi
Lennart Reuterskiöld var son till kammarherre Adam Reuterskiöld och dennes hustru grevinnan Charlotte Elisabeth Posse av grevliga ätten Posse. Han gick ursprungligen den militära banan vid Livregementets dragonkår där han nådde ryttmästares grad 1898. Parallellt med det militära genomgick han lantbruksutbildning vid Ultuna 1883 och blev 1884 förvaltare på Sturehov. År 1906 utsågs han till landshövding i Södermanlands län och blev 1909 ordförande i samma läns hushållningssällskap. Han invaldes som ledamot av Lantbruksakademien 1914.
Reuterskiöld var från 1884 gift med grevinnan Ingegerd Posse (1864–1944). Han var far till Arvid Reuterskiöld. Makarna Reuterskiöld är begravda på Botkyrka kyrkogård.